# 分類展示
分類展示（ぶんるいてんじ）または分類学的展示とは、色々な地域に生息する同じ種類の生物をひとまとめにして、見比べることが出来るようにした展示。
対して、 同じ地域に生息する色々な種類の生物をひとまとめにして、見比べることが出来るようにした展示を地理学展示という。

## 分類展示を行っている主な日本の動物園・水族館
- 日本モンキーセンター
- 日本カモシカセンター
- ジャパンスネークセンター
- 熱川バナナワニ園
- 伊豆アンディランド(カメの動物園)→現：iZoo（イズー）
- 世界のメダカ館
- 鶴岡市立加茂水族館(山形クラゲ水族館)
- すさみ海立エビとカニの水族館
- 長崎ペンギン水族館